# Kamay
Kamay (in deutschen Quellen auch Kamai) ist eine Oase im Norden des Tschad in der Provinz Tibesti an der Piste von Bardaï nach Yebbi-Bou. Die nächstgelegene Oase ist Yountiou, nur 2 km südöstlich von Kamay und ebenfalls im Enneri Zoumri gelegen. Das Trockental (Enneri) Zoumri bildet mit seinen Nebentälern den vergleichsweise fruchtbarsten Teil des Tibesti.